# Сары-Айгыр
Сары-Айгыр (баш. Һары Айғыр) — деревня в Чекмагушевском районе Башкортостана (Россия), относится к Тайняшевскому сельсовету.

## Население
| 2002 | 2009 | 2010 |
| ---- | ---- | ---- |
| 18   | ↘12  | ↗16  |

Национальный состав
Согласно переписи 2002 года, преобладающая национальность — башкиры (89 %).

## Географическое положение
Расстояние до:
- районного центра (Чекмагуш): 30 км,
- центра сельсовета (Тайняшево): 7 км,
- ближайшей ж/д станции (Буздяк): 89 км.